# Белградський пашалик
Белградський пашалик або санджак Смедерево — адміністративно-територіальна одиниця Османської імперії. Існував у 1459—1817 роках з перервами. Утворився в результаті османського завоювання Сербії.

## Історія

### Санджак
Після ліквідації Сербської деспотовини у 1459 році Правобережжя Дунаю зроблено санджаком з адміністративним центром в Смедерево у складі Румелійського бейлербейства. У 1521 році після захоплення Белграда він увійшов до санджаку. У 1526 році після перемоги османських військ на чолі із султаном Сулейманом I у битві при Могачі, кордони санджаку Смедерево розширилися на захід та північ (сучасна Воєводина й частина Банату). тут було впроваджено тімарну систему.
У 1541 році передано до Будинського бейлербелика, а у 1686 році — до еялету Темешвар. У 1688 році під час великої турецької війни було захоплено австрійськими військами, але вже у 1690 році османська армія на чолі з великим візиром Фазіл Мустафою Кепрюлю відвоювала Смедерево і Белград, відновивши санджак.
У 1716 році під час нової війни з Австрією більша частина санджаку була захоплена. Відвойована османами 1717 року. Але за Пожаревацьким миром передано до Австрії, де було утворено номінальне королівство Сербія. Після чергової війни у 1739 році відповідно до Белградського миру землі санджаку повернулися до Османської імперії.

### Пашалик
У 1739 році адміністративний центр остаточно закріплюється в Белграді, куди призначаються чиновники з рангом паші у статусі візира. Саме відтоді санджак Смедерево стали називати Белградський пашалик, хоча офіційно він входив спочатку до еялету Румелія, а потім Монастирського еялету. Також було створено Белградський сархат (опорний укріплений пункт) для захисту балканський володінь від Австрії. На чолі сархатів стояли мухафізи, які частіше за інших ставали очільниками Румелійського еялету. В Белграді розташовувалася яничарська залога у 3500 вояків.
У 1788 році після час нової війни Австрії з Османською імперією більша частина пашалика була захоплена австрійськими військами. Повернуто султанові у 1791 році відповідно до умов Свіштовського мирного договору.

### Влада яничар
Водночас криза в імперії сприяла сепаратистським тенденціям та посиленню яничарів на місцях. Тому у 1793 та 1796 роках султан Селім III видав фірман, за яким більшість яничарів повинна була залишити пашалик, замість яких повинні утворитися загони на кшталт боснійських капітаній, що формувалися з місцевого населення. Водночас почалося сербське збурення, внаслідок чого уряд пішов на низку поступок сербській знаті. У 1795 році було придушено заколот яничар, що намагалися захопити Белград. У 1797 році бунтівний санджакбей Відіна Осман Пазвантоглу спробував захопити пашалик, але зазнав поразки у битві при Белграді від сербських військ.
У 1799 році внаслідок погіршення ситуації в Османській імперії (через вторгнення наполеона Бонапарта до Єгипту) за рішенням султана яничари повернулися до пашалика. Водночас він став одним з місць спротиву реформам Селіма III. У 1800 році війська белградського паші діяли проти відінського паші, що викликало невдоволення яничар. У 1801 році було вбито Мустафу-пашу, очільника пашалика. Фактична влада перейшла до яничарських очільників, що поділили пашалик на 4 частини при номінальному Гасан-паші. Невдовзі почалися сутички між яничарами та спахіями. Останніх підтримали боснійські аяни (начальники міст або великих сіл). Втім, владу зуміли захопити дахії (очільники) яничар.

### Сербські повстання
Разом з тим зловживання яничарів (збільшення джизьї з 15 до 35 курушей) спричинило у 1804 році потужне сербське повстання на чолі із Карагеоргієм. У ході повстання з Сербії були вигнані турецькі чиновники і поміщики, ліквідовано турецьке феодальне землеволодіння. Земля перейшла в руки сербського селянства. 1805 року була створена «Сербська народна урядова рада» — адміністративний орган, що управляв визволеною від турецьких військ територією.
1813 року Османська імперія, скориставшись тим, що Росія була зайнята війною, напала на Сербію і, розгромивши сербські війська, відновила владу султана. Проте вже 1815 року спалахнуло нове сербське повстання на чолі із Мілошем Обреновичем.
У 1817 році сербам надано значні права з самоврядування. Також утворено напівнезалежне Сербське князівство. Завдяки вправній дипломатії Обреновича. у 1830 році султан Махмуд II видав фірман, яким закріплював існування Князівства Сербія й фактичну ліквідацію Белградського пашалика.

## Структура
Пашалик (санджак) було розділено на 12 нахій: Белград, Смедерево, Пожаревац, Чупрія, Ягодина, Крагуєвац, Ужич, Валево, Шабаць, Рудник, Соко, Боравиц.

## Відомі очільники
- Алі-бей Міхалоглу (1462—1507)
- Кучук-Балі-бей Малкочоглу (1521—1525)
- Хаджи-Мустафа-паша (1793—1801)
- Гасан-паша (1801—1802)
- Гюрджі Осман-паша (1802—1803)
- Бекір-паша (1804)
- Сулейман-паша (1805—1815)
- Марашлі Алі-паша (1815—1817)

## Населення
Чисельність, етнічний склад протягом XVII—XVIII ст. неодноразово змінювалися. Здійснювалася політика поселення турків, яким надавалися тімари. Так, у 1686 році пашалик міг виставити 800 кіннотників-спагіїв. Значної шкоди завдала епідемії чуми у 1774 та 1793—1794 роках. В езультаті кількість спагіїв зменшилася до 400. Водночас у 1780-х роках почалася міграція сербського населення до австрійських земель.
На 1804 рік нараховувалося 192 тис. осіб, з яких 100 тис. були сербами, 40 тис. — турками, 12 тис. — влохи, босняки, албанці, цинцари, цигані, греки, угорці, вірмени, жиди.

## Економіка
Основу становило скотарство (худоба, свинарство) і землеробство, чому сприяв гарний клімат й ґрунти. Втім постійні війни протягом XVIII ст. призвели до того, що значна частина орних земель була занедбана. В результаті зерно завозилося з австрійської імперії. Також існувало виготовлення великих човнів, для судноплавства Дунаєм. Велося добування заліза та срібла, їх обробка. Сплачували податки 53 тис. осіб.